# Epithemis mariae
Epithemis mariae là loài chuồn chuồn trong họ Libellulidae. Loài này được Laidlaw mô tả khoa học đầu tiên năm 1915.